# Rue de Locht
La rue de Locht (en néerlandais : de Lochtstraat) est une rue bruxelloise de la commune de Schaerbeek qui va de la rue Gallait (place Liedts) à la chaussée de Haecht en passant par la rue de la Poste et la rue Royale Sainte-Marie.
La numérotation des habitations va de 1 à 117 pour le côté impair, et de 2 à 112 pour le côté pair.
Cette rue porte le nom d'un homme politique schaerbeekois, Jean Louis Victor de Locht, né à Bruxelles le 24 novembre 1814 et décédé à Schaerbeek le 26 novembre 1862.

## Adresses notables
- no ? : le peintre Godefroid Guffens (1823-1901) y a habité
- nos 91-93 : Centre culturel de Schaerbeek

## Centre culturel de Schaerbeek
Localisation : 50° 51′ 49″ N, 4° 22′ 19″ E
Le Centre culturel de Schaerbeek situé aux nos  91-93 de la rue de Locht a été ouvert par la commune de Schaerbeek en 1999.
Il est situé dans un ancien bâtiment industriel dont la partie avant, construite sur deux niveaux sert de lieu de rencontres et d'expositions. La partie arrière du bâtiment, constituée d'un rez-de-chaussée sous une toiture hexagonale, est une salle de spectacles et de projections cinématographiques. De nombreux réalisateurs, dont Liberski, les frères Dardenne, Frédéric Fonteyne, Yolande Moreau, Mourad Boucif, etc. y ont présenté leurs films.
Depuis le 1er juillet 2006, le Centre culturel de Schaerbeek est reconnu par la Communauté française,.

Logo du centre culturel
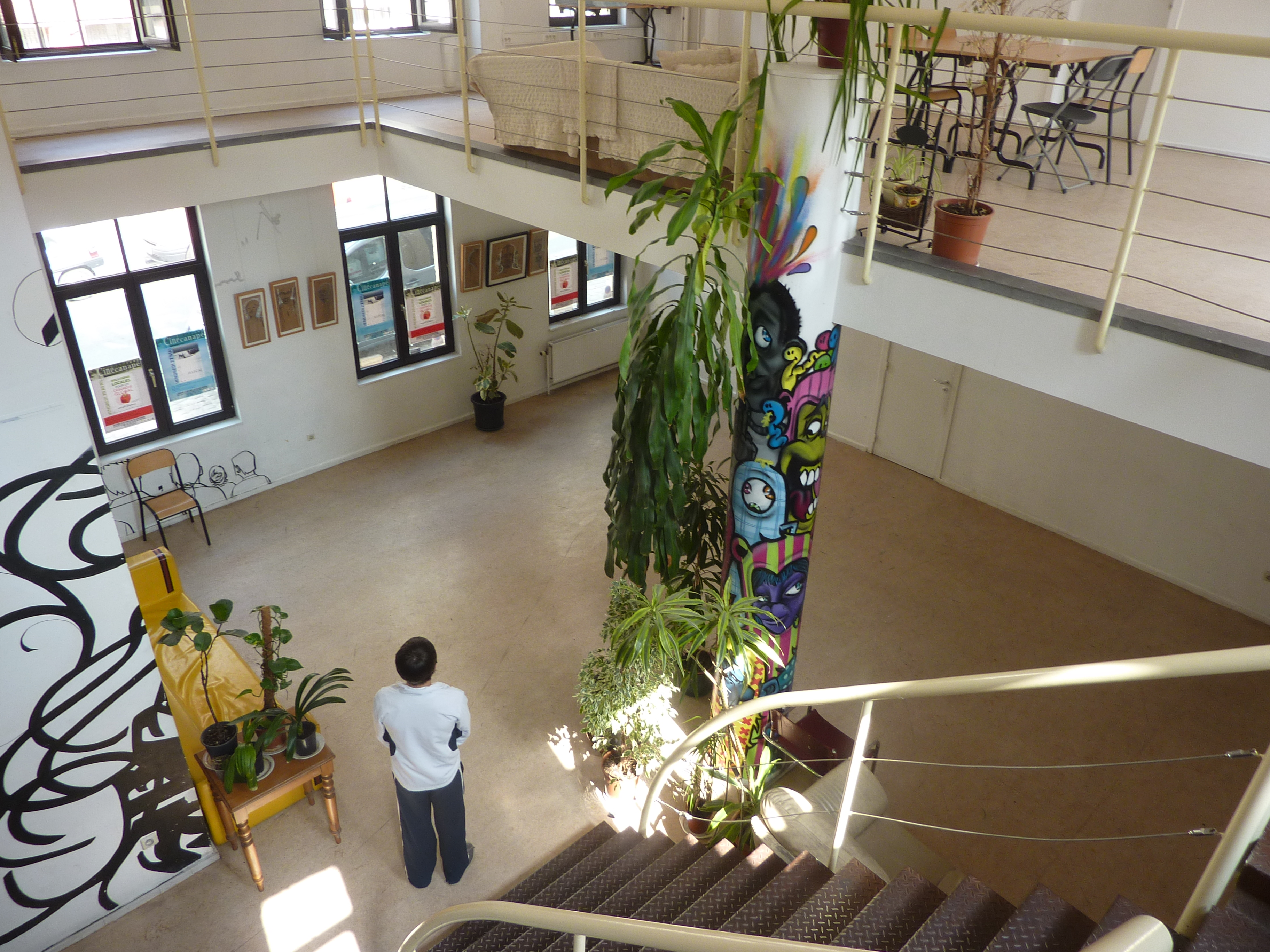
Galerie d'Art
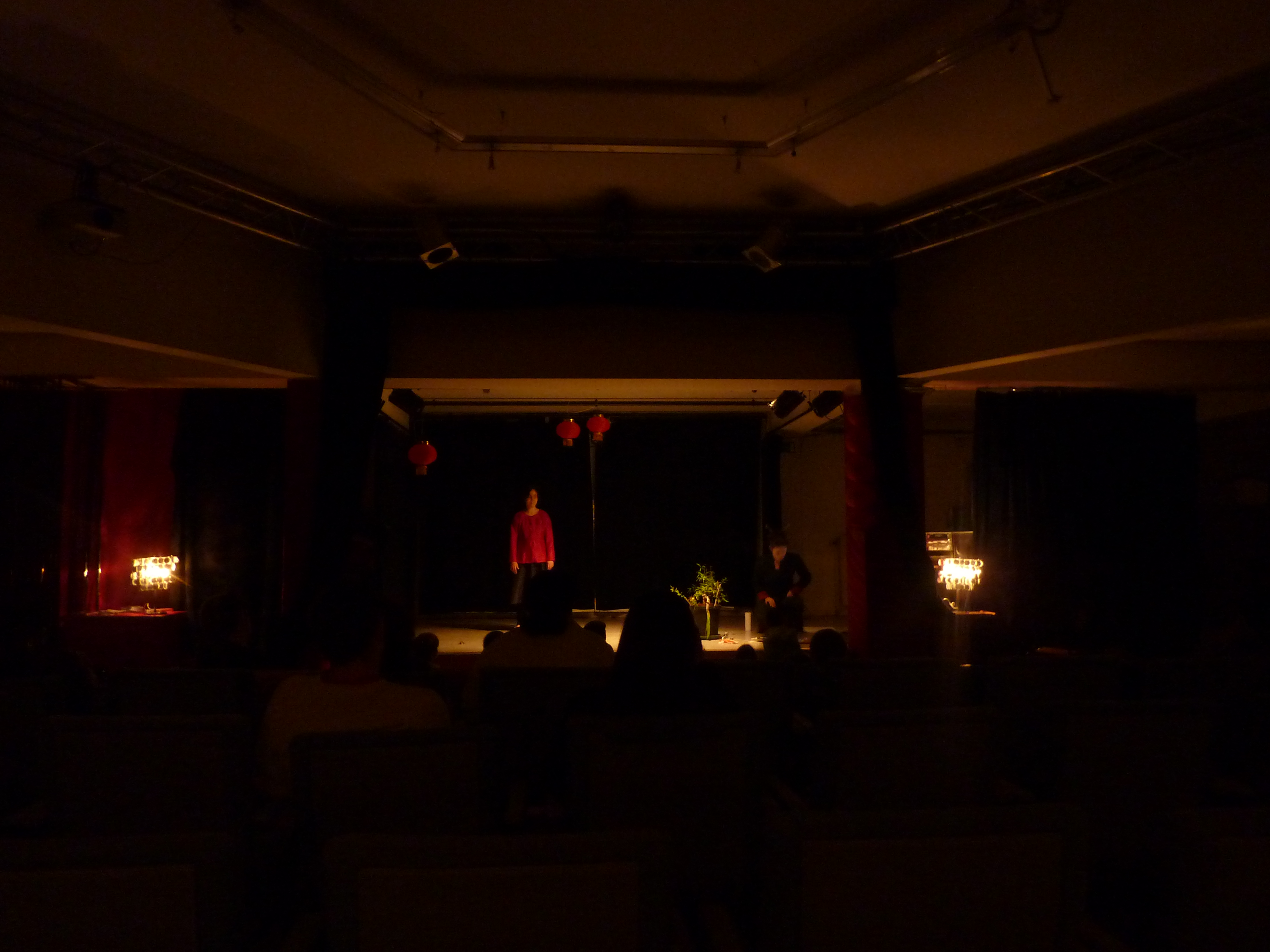
Le spectacle contes asiatiques en 2011